# Saccogaster
Saccogaster is een geslacht van straalvinnige vissen uit de familie van naaldvissen (Bythitidae).

## Soorten
- Saccogaster hawaii Cohen & Nielsen, 1972
- Saccogaster maculata Alcock, 1889
- Saccogaster melanomycter Cohen, 1981
- Saccogaster normae Cohen & Nielsen, 1972
- Saccogaster parva Cohen & Nielsen, 1972
- Saccogaster rhamphidognatha Cohen, 1987
- Saccogaster staigeri Cohen & Nielsen, 1972
- Saccogaster tuberculata (Chan, 1966)